# Lista de gentílicos de Espanha
Esta é uma lista de gentílicos de Espanha.

## Comunidades autônomas
- Andaluzia - andaluz
- Aragão - aragonês ou aragonense
- Astúrias - asturiano
- Baleares - baleárico
- Canárias - canarino
- Cantábria - cantábrio
- Castela e Leão - castelhano-leonês
- Castela-La Mancha - castelhano-manchego
- Catalunha - catalão
- Ceuta - ceutense
- Estremadura - estremenho
- Galiza - galego
- La Rioja - riojano
- Múrcia - murciano
- Navarra - navarro
- País Basco - basco
- Comunidade Valenciana - valenciano

## Capitais de comunidades autônomas
- Barcelona - barcelonês ou barcelonense
- Logronho - logronhês
- Madrid - madrileno ou madrilense
- Mérida - emeritense ou meridense
- Oviedo - ovetense
- Pamplona - pamplonês
- Santander - santanderino ou santanderiense
- Santiago de Compostela - santiaguês/santiaguesa ou compostelão/compostelã
- Sevilha - sevilhano
- Toledo - toledano

## Capitais de província
- Ávila - abulense
- Badajoz - badajozense
- Bilbau - bilbaíno
- Cáceres - cacerense
- Cádiz - gaditano
- Córdova - cordovês
- Corunha - corunhês/corunhesa e/ou herculino/herculina
- Cuenca - conquense
- Granada - granadino
- Huelva - onubense
- Lugo - luguês /luguesa ou lucense
- Málaga - malaguenho
- Ourense - ourensão /ourensã ou o/a auriense
- Pontevedra - pontevedrês/pontevedresa
- Salamanca - salamanquense, salamanquino
- Segóvia - segoviano
- Sevilha - sevilhano
- Tarragona - tarraconense
- Toledo - toledano
- Zamora - zamorano

## Outras cidades importantes
- Vigo - viguês